# Campylorhynchus
A Campylorhynchus a madarak osztályának verébalakúak (Passeriformes) rendjébe és a ökörszemfélék (Troglodytidae) családjába tartozó nem.

## Rendszerezésük
A nemet Johann Baptist von Spix német biológus írta le 1824-ben, az alábbi 15 faj tartozik:
- rigóökörszem (Campylorhynchus turdinus)
- párducökörszem (Campylorhynchus nuchalis)
- csattogó ökörszem (Campylorhynchus zonatus)
- szürkecsíkos ökörszem (Campylorhynchus megalopterus)
- fehérfejű ökörszem (Campylorhynchus albobrunneus)
- szalagos ökörszem (Campylorhynchus fasciatus)
- kaktuszökörszem (Campylorhynchus brunneicapillus)
- yucatáni ökörszem (Campylorhynchus yucatanicus)
- chiapasi ökörszem (Campylorhynchus chiapensis)
- barna ökörszem (Campylorhynchus griseus)
- harlekinökörszem (Campylorhynchus jocosus)
- bajszos ökörszem (Campylorhynchus gularis)
- vöröshátú ökörszem (Campylorhynchus capistratus)
- Sclater-ökörszem (Campylorhynchus humilis)
- pompás ökörszem (Campylorhynchus rufinucha)

## Előfordulásuk
Az Amerikai Egyesült Államok délnyugati részén, valamint Mexikó, Közép-Amerika és Dél-Amerika területén honosak. Természetes élőhelyeik a szubtrópusi vagy trópusi erdők, esőerdők, cserjések és szavannák, valamint legelők és másodlagos erdők. Állandó, nem vonuló fajok.

## Megjelenésük
Testhosszuk 17-22 centiméter körüli.